# Angelina Alexejewna Simakowa
Angelina Alexejewna Simakowa (russisch Ангелина Алексеевна Симакова; * 26. August 2002) ist eine russische Kunstturnerin.
Bei den im Rahmen der European Championships 2018 stattgefundenen Europameisterschaften 2018 in Glasgow wurde sie Europameisterin im Mannschaftsmehrkampf.
2016 war Simakowa Europameisterin in Bern unter den Juniorinnen. 2018 gewann sie die russischen Meisterschaften im Mannschaftsmehrkampf.
Bei den Weltmeisterschaften 2018 in Doha gewann sie eine Silbermedaille im Mannschaftsmehrkampf.